# 内田貞夫
内田 貞夫（うちだ さだお。1933年4月13日 - 2021年1月11日）は、日本の実業家。
三共株式会社代表取締役副社長、和光堂株式会社代表取締役社長、和光堂株式会社代表取締役会長を歴任した。

## 概要
静岡県小笠郡菊川町（現在の菊川市）出身である。静岡薬科大学薬学部に進学し、薬学士の称号を取得し、1957年に卒業した。卒業後、当時の三共株式会社（現在の第一三共株式会社）に入社した。
薬学部出身ながら三共では営業を中心にキャリアを積み、名古屋支店や東京第一支店にて支店長を務めた。学術部の部長に就任した際に取締役となり、のちに営業本部の本部長を兼任した。
常務、専務を歴任したのちに、代表権のある副社長に就任した。その後、子会社である和光堂株式会社に移り、代表取締役として社長に就いた。その後、同じく三共出身の山田誠に社長を譲り、自身は代表権を持ったまま会長に就いた。

## 経営
和光堂社長に就任した際に、経営で重視するポイントとしてソリューション、ナレッジメント、スピードの三つを掲げた。また、母体である三共とのコラボレーションにも力を注いだ。一例として、高齢者向け歯ブラシの販売に際して、高齢者に強い病院のリストを三共から入手し、そのリストを試供品を配布し営業攻勢を仕掛けた。

## 人物
趣味は「毎日歩くこと」としており、歩くときの速度と強靭さは和光堂社内でよく知られていた。

## 略歴
- 1933年 - 誕生。
- 1957年 - 静岡薬科大学薬学部卒業
- 1957年 - 三共入社。
- 1998年 - 三共常務。
- 2000年 - 三共専務。
- 2001年 - 三共副社長。
- 2002年 - 和光堂社長。
- 2005年6月 - 和光堂会長。
- 2021年1月11日 - 死去[1]。